# Mimela yonaguniensis
Mimela yonaguniensis är en skalbaggsart som beskrevs av Shuhei Nomura 1965. Mimela yonaguniensis ingår i släktet Mimela och familjen Rutelidae. Inga underarter finns listade i Catalogue of Life.